# Algosinho
Algosinho is een plaats (freguesia) in de Portugese gemeente Mogadouro en telt 40 inwoners (2001).